# Строна (Бјела)
Строна (итал. Strona) је насеље у Италији у округу Бијела, региону Пијемонт.
Према процени из 2011. у насељу је живело 7 становника. Насеље се налази на надморској висини од 519 м.

## Становништво
Према резултатима пописа становништва 2011. у општини је живело 1.157 становника.
| 1936. | 1951. | 1961. | 1971. | 1981. | 1991. | 2001. | 2011. |
| ----- | ----- | ----- | ----- | ----- | ----- | ----- | ----- |
| 1.889 | 1.974 | 1.942 | 1.557 | 1.343 | 1.216 | 1.175 | 1.157 |